# Mikušovce (Ilava)
Mikušovce es un municipio del distrito de Ilava en la región de Trenčín, Eslovaquia, con una población estimada a final del año 2024 de 1044 habitantes.
Se encuentra ubicado al norte de la región, cerca del río Váh (cuenca hidrográfica del río Danubio) y de la frontera con la República Checa.

## Demografía
| Año        | 1994 | 2004    | 2014    | 2024    |
| ---------- | ---- | ------- | ------- | ------- |
| Población  | 1014 | 1019    | 1028    | 1044    |
| Diferencia |      | +0,49 % | +0,88 % | +1,55 % |

| Año        | 2023 | 2024    |
| ---------- | ---- | ------- |
| Población  | 1050 | 1044    |
| Diferencia |      | −0,57 % |